# Nälkäjärvi (sjö i Enare, Lappland, Finland, västra)
Nälkäjärvi och Nälkäjärvi (sjö i Enare, Lappland, Finland, östra|) är  sjöar i Finland. De ligger i kommunen Enare i landskapet Lappland, i den norra delen av landet, 1 100 km norr om huvudstaden Helsingfors. Nelgijävri ligger 121 meter över havet. Arean är 26,3 hektar och strandlinjen är 4,99 kilometer lång. Sjön  ingår i Neidenälvens huvudavrinningsområde. 